# 義守大学
義守大学（ぎしゅだいがく、英語: I-Shou University、公用語表記: 義守大學、略称：義大）台湾高雄市大樹区学城路1段1号に本部を置く私立大学である。義聯集団（E United Group）の創始者の林義守によって1986年に建校された「高雄工学院」が前身。中華民国教育部の大学令によって1997年義守大学に改称された。義守大学建学の精神は「務実と創新」である。現在の学長は陳振遠博士である。
義守大学にはスマートテクノロジー学部、理工学部、管理学部、コミュニケーション・デザイン学部、国際学部、ホスピタリティ・ツーリズム学部、言語学部、医学部、原住民族学部の9学部、43学科（学士修得後の外国人留学生のために開講される医学部特別クラスを含む。）、15の修士課程、7つの博士課程、4つの原住民族特別クラス、2つの国際英語特別クラス、加えて17の夜間部の学部、社会人を対象とした10の修士コース、2つの2年間の専門コースを有する総合大学である。

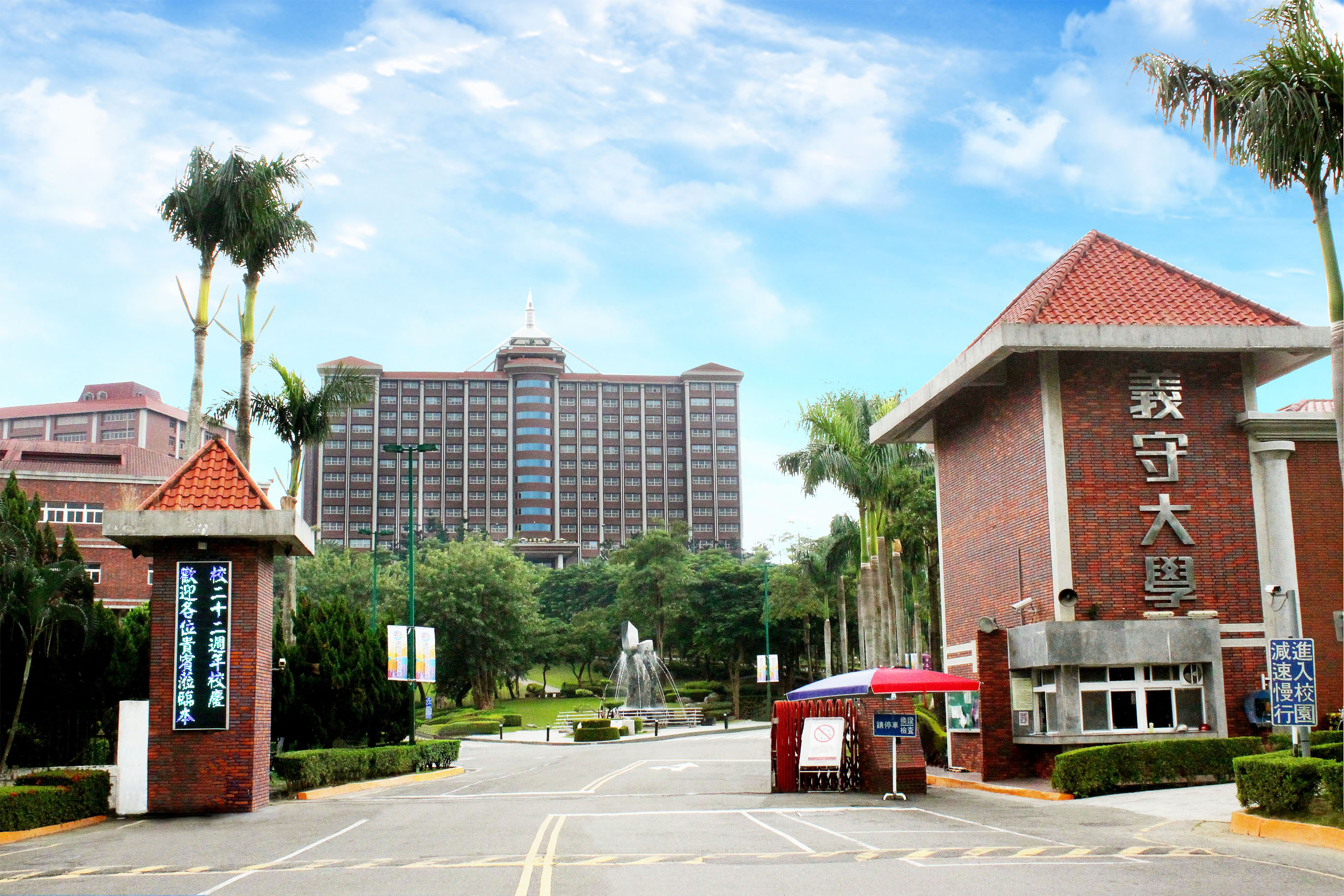
義守大学メインキャンパスの入口ゲート

義守大学の管理学部と国際学部とホスピタリティ・ツーリズム学部と共に国際商業管理教育の認定(AACSB)をとった。台湾の大学の中でその認定をとった14番目の大学であり、世界中で唯一管理学部と国際学部とホスピタリティ・ツーリズム学部と共に、同時に国際商業管理教育の認定(AACSB)をとった大学である。
義守大学は2016年6月にはイギリスの『ザ・タイムズ・ハイアー・エデュケーション・サプリメント』によって、アジアの大学の200上位校のランキングに入り、翌2017年にもランク入った。。

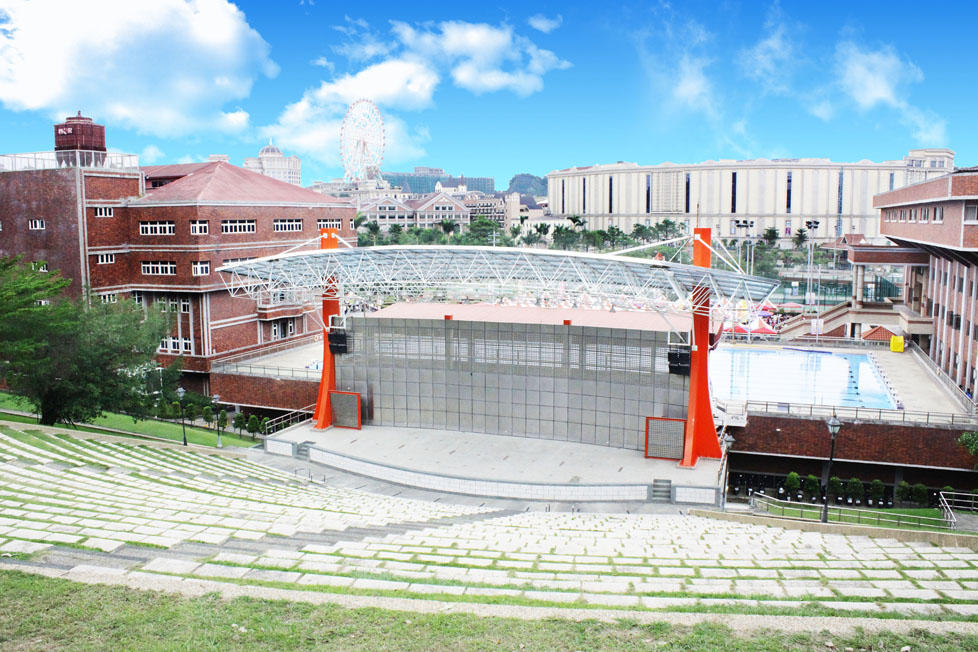
義守大学キャンパス屋外劇場

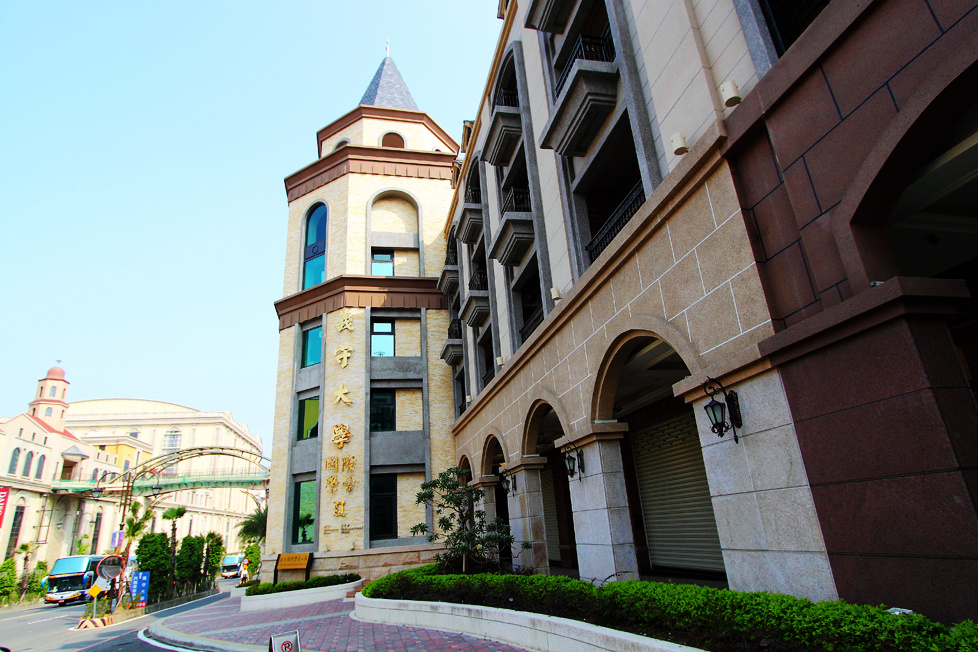
International House II

## 歴史
- 1986年：高雄工學院創立
- 1990年：大学部の学生募集。
- 1997年：大学令により認可、義守大学に改称。
- 1999年：燕巢キャンパスを開設。
- 2006年：燕巢キャンパスを設置。
- 2009年：英語で授業をする国際学院を設置。
- 2010年：「学士修得後の漢方医学学科」の学生募集
- 2011年：メディア・デザイン学部とホスピタリティ・ツーリズム学部を設置。
- 2012年：「観光餐旅原住民族特別クラス」、「メディア・デザイン原住民族特別クラス」を設置。
- 2013年：「学士修得後の外国人留学生のために開講される医学部特別クラス」、「看護原住民族特別クラス」を設置。2013年8月1日に医学院を設立[4][5]。
- 2014年：燕巢キャンパスを医学院キャンパスに改称[6]。
- 2015年：「医学院長期看護原住民族特別クラス」の学生募集。
- 2016年：「原住民族学部」を設置[7]。
- 2017年：「医学検査技術学科」を設置。
- 2018年：「自動人工知能システム英語クラス」、「メディア・コミュニケーション英語クラス」の学生募集。
- 2019年：「医学科」の学生募集。
- 2020年：「スマートテクノロジー学部」を設置。

## 歴代学長
| 任期          | 氏名              |
| ------------- | ----------------- |
| 1990年-2011年 | 傅勝利 博士       |
| 2011年-2012年 | 洪萬隆 博士(代理) |
| 2012年-2018年 | 蕭介夫 博士       |
| 2018年-現在   | 陳振遠 博士       |

## 学部
| スマートテクノロジー 学部 | 電機工学学科 | 情報工学学科                   |
| スマートテクノロジー 学部 | 通信工学学科 | 電子工学学科                   |
| スマートテクノロジー 学部 | 情報管理学科 | 自動人工知能システム英語クラス |

| 理工学部 | 機械自動化工学学科 | 財務と計算数学学科             |
| 理工学部 | 材料科学学科学科   | 土木工学科学科                 |
| 理工学部 | 化学工学科学科     | 自動人工知能システム英語クラス |

| 管理学部 | 工業管理学科     | 財務金融管理学科     |
| 管理学部 | 國際ビジネス学科 | 企業管理学科         |
| 管理学部 | 会計学科         | 公共政策及び管理学科 |
| 管理学部 | 管理研究科       |                      |

| コミュニケーション・デザイン学部 | マスコミ・メディア学科                 | 映画とテレビ学科 |
| コミュニケーション・デザイン学部 | デジタルマスコミ・メディア学科         | 商品デザイン学科 |
| コミュニケーション・デザイン学部 | メディア・コミュニケーション英語クラス |                  |

| 国際学部 | 国際企業経営学科 | 国際財務金融学科                   |
| 国際学部 | 国際観光学科     | エンターテイメントマネジメント学科 |

| ホスピタリティ・ツーリズム学部 | レジャーマネジメント学科 | ホスピタリティ・ツーリズムマネジメント学科 |
| ホスピタリティ・ツーリズム学部 | 観光学科                 | 調理学科                                   |

| 言語学部 | 応用英語学科 | 応用日本語学科 |
| 言語学部 | 語学センター |                |

| 医学部 | 生物科技学科                                               | 健康管理学科                 |
| 医学部 | 栄養学科                                                   | 生物医学工程学科             |
| 医学部 | 理学療法学科                                               | 医務管理学科                 |
| 医学部 | 看護師学科                                                 | 医学レントゲンと放放射線学科 |
| 医学部 | 物理療法学科                                               | 学士習得後の漢方医学学科     |
| 医学部 | 学士修得後の外国人留学生のために開講される医学部特別クラス | 医学検査技術学科             |
| 医学部 | 医学科                                                     |                              |

| 原住民族学部 | コミュニケーション・デザイン原住民族特別クラス | ホスピタリティ・ツーリズム原住民族特別クラス |
| 原住民族学部 | 看護学科原住民族特別クラス                     | 長期介護原住民族特別クラス                   |

- 教養教学センター

## 実績
- イギリスの『ザ・タイムズ・ハイアー・エデュケーション・サプリメント』によって、2016年と2017年に、アジアの大学の200上位校のランキングに入った[2][3]。
- 大学のマネージメント教育を審査した国際的な審査機関の「AACSB」が行った審査に義守大学は世界トップ5％のランキングに入った[1]。
- イギリスのTimes Higher Educationで600～800のランキングに入った。特に産業と大学の連携について、世界で344位を占めた。[要出典]
- 2014年にアメリカ発明特許の領域で世界のTOP100の学術の機構のランキングに入った。[要出典]
- 2014年に世界大学のランキングの994位を占めた[9]。つまり前4.6%に入った。[要出典]
- 2014年本校のビリヤード．クラブが全国大学ビリヤード大会の団体戦で優勝をした。[要出典]
- 2014年に春季スローピッチソフトボール大会で本校のチームが一般組でチャンピオンをした。[要出典]
- 本校のバスケットボールチームはUBA（全国大学バスケットボール試合の大会）に26間参加した。そして、2013年に台湾の南にある大学で初めて決定戦に入ったチームだった[10]。

## キャンパスの案内
- 觀音山第一キャンパス
  - 義守大学は有名な高雄市の観光名所の觀音山にある。第一キャンパスの学部はスマートテクノロジー学部、管理学部、理工学部、言語学部、ホスピタリティ・ツーリズム学部、コミュニケーション・デザイン学部、国際学部、原住民族学部、教養教学センター。
  - 第一キャンパスの所在地：
    - 84001高雄市大樹区学城路一段1号

- 医学部キャンパス
  - 2006年に、医学部と医学関係の学科が、高雄市の燕巢区に開設された。付属教育病院「義大醫院」が隣接している。
  - 医学部キャンパスの所在地：
    - 82445高雄市燕巢区義大路8号